# ألش
أَلْش أو إِلش (بالقشتالية: Elche؛ بالقطلونية: Elx) مدينة في إسبانيا في منطقة بلنسية قرب البحر المتوسط يسكنها أكثر من 200 ألف نسمة.

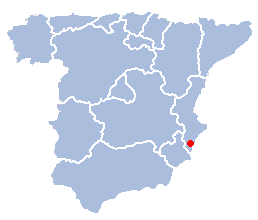
موقع مدينة ألش

## المناخ
يظهر الجدول التالي التغييرات المناخية على مدار السنة لألش:
| البيانات المناخية لـألش           | البيانات المناخية لـألش | البيانات المناخية لـألش | البيانات المناخية لـألش | البيانات المناخية لـألش | البيانات المناخية لـألش | البيانات المناخية لـألش | البيانات المناخية لـألش | البيانات المناخية لـألش | البيانات المناخية لـألش | البيانات المناخية لـألش | البيانات المناخية لـألش | البيانات المناخية لـألش | البيانات المناخية لـألش |
| الشهر                             | يناير                   | فبراير                  | مارس                    | أبريل                   | مايو                    | يونيو                   | يوليو                   | أغسطس                   | سبتمبر                  | أكتوبر                  | نوفمبر                  | ديسمبر                  | المعدل السنوي           |
| --------------------------------- | ----------------------- | ----------------------- | ----------------------- | ----------------------- | ----------------------- | ----------------------- | ----------------------- | ----------------------- | ----------------------- | ----------------------- | ----------------------- | ----------------------- | ----------------------- |
| متوسط درجة الحرارة الكبرى °م (°ف) | 17 (63)                 | 18 (64)                 | 20 (68)                 | 22 (72)                 | 25 (77)                 | 30 (86)                 | 33 (91)                 | 33 (91)                 | 29 (84)                 | 25 (77)                 | 22 (72)                 | 18 (64)                 | 24 (76)                 |
| متوسط درجة الحرارة الصغرى °م (°ف) | 7 (45)                  | 8 (46)                  | 10 (50)                 | 12 (54)                 | 15 (59)                 | 18 (64)                 | 22 (72)                 | 22 (72)                 | 19 (66)                 | 16 (61)                 | 11 (52)                 | 8 (46)                  | 14 (57)                 |
| معدل هطول الأمطار مم (إنش)        | 20 (0.8)                | 19 (0.7)                | 22 (0.9)                | 26 (1.0)                | 24 (0.9)                | 5 (0.2)                 | 1 (0.0)                 | 1 (0.0)                 | 14 (0.6)                | 22 (0.9)                | 28 (1.1)                | 20 (0.8)                | 202 (7.9)               |
| متوسط الأيام الممطرة (≥ 1.0 mm)   | 4                       | 3                       | 4                       | 4                       | 3                       | 1                       | 0                       | 1                       | 2                       | 3                       | 4                       | 3                       | 32                      |
| المصدر: Meteoblue                 |                         |                         |                         |                         |                         |                         |                         |                         |                         |                         |                         |                         |                         |

## توأمة
لألش اتفاقيات توأمة مع كل من:
- تولوز
- خاجا
- وهران
- سوبتيتسا
- سان بارتولومي دي تيراخانا
- كاسوكابي

## أعلام
- جوان كاستيخون
- كايتانو ري
- سيلفيا سولير إسبينوزا
- ساؤول نيغيز
- ديفيد مونيوز
- بابلو لوكاس